# Xylotrechus bilyi
Xylotrechus bilyi là một loài bọ cánh cứng trong họ Cerambycidae.